# La resa dei conti (serial cinematografico)
La resa dei conti (Dick Tracy Returns) è serial cinematografico del 1938 diretto da John English e William Witney. È il secondo dei quattro seria realizzati dedicato al personaggio di Dick Tracy creato da Chester Gould nel 1931, prodotti dalla Republic Pictures.

## Produzione
Il film è stato prodotto dalla Republic Pictures.

## Distribuzione
Distribuito dalla Republic Pictures, il film uscì nelle sale cinematografiche USA il 20 agosto 1938.